# Josef Papesch
Josef Friedrich Papesch (* 29. Juli 1893 in Marburg  an der Drau; † 8. Dezember 1968 in Graz) war ein österreichischer Schriftsteller und Kulturpolitiker (NSDAP).

## Leben
Papesch studierte Germanistik und klassische Philologie an der Universität Graz, unterbrochen durch Kriegsdienst im Ersten Weltkrieg, wo er in Russland und auf dem Balkan eingesetzt war. Während seines Studiums wurde er Mitglied beim Verein Deutscher Studenten Graz. Papesch promovierte 1921 zum Dr. phil. und war als Realschullehrer in Graz tätig. Von 1919 bis 1924 war er Chefredakteur der Zeitschrift Südmark des Deutschen Schulvereines „Südmark“, ab 1925 der Nachfolgepublikation Alpenländische Monatshefte. Schriftstellerisch trat er erstmals 1921 mit dem Volksschauspiel Der steirische Hammerherr hervor und veröffentlichte während der 1920er- und 1930er-Jahre mehrere Bühnenstücke und Erzählwerke mit meist regionaler und historischer Thematik. Mit der Publikation Fesseln um Österreich nahm Papesch für einen „Anschluss“ Österreichs an das nationalsozialistische Deutsche Reich Stellung.
Papesch war völkisch eingestellt und wurde am 1. Januar 1934 Mitglied der damals illegalen NSDAP, am 27. Mai 1938 beantragte er dann die reguläre Aufnahme in die Partei und wurde rückwirkend zum 1. Mai desselben Jahres aufgenommen (Mitgliedsnummer 6.355.948). Er gehörte auch dem Bund deutscher Schriftsteller Österreichs an und trat zum 9. Oktober 1938 der SS bei (SS-Nummer 304.402). Nach dem „Anschluss Österreichs“ an das Deutsche Reich wurde er Landesrat für Kultur, Schule und Wissenschaft in der nationalsozialistischen steirischen Landesregierung von Gauleiter Sepp Helfrich; ab 1940 war er im Rang eines Regierungsdirektors Leiter der Abteilung II (Kultur und Erziehung) in der Behörde des Reichsstatthalters für Steiermark. Unter Papeschs Leitung wurde verstärkt versucht, die steirische Landestradition für den Nationalsozialismus zu vereinnahmen (u. a. anlässlich der Feiern zum 100. Geburtstag von Peter Rosegger im Jahr 1943). 1941 wurde die Neue Galerie Graz unter der Leitung von Hans Riehl gegründet. Papesch war ab 1943 Honorarprofessor für Literaturgeschichte an der Universität Graz.
Papesch, der innerhalb der Partei hohes Ansehen genoss, war noch Anfang 1945 als möglicher Oberbürgermeister von Salzburg im Gespräch. Seine Ernennung wurde u. a. von Heinrich Himmler befürwortet, obwohl Papesch zum 1. November 1944 aus Protest gegen die Ermordung seiner behinderten Tochter im Rahmen der Euthanasie-Aktion aus der SS ausgetreten war.
Bei Kriegsende wurde Papesch aller Ämter enthoben und mit Berufsverbot belegt, er war in den Folgejahren als Bauarbeiter tätig. Ab 1952 war er „Hauptschriftleiter“ der Zeitschrift Die Aula in Graz und veröffentlichte eine Reihe von humoristischen Erzählungen.
1963 wurde ihm trotz seiner NS-Vergangenheit der Peter-Rosegger-Literaturpreis verliehen, da man der Ansicht war, dass seine beliebten Schauspiele eine hinreichend bedeutende künstlerische Leistung darstellten. Die Entscheidung der Jury – zu deren Mitgliedern u. a. Otto Hofmann-Wellenhof und Hanns Koren zählten – löste heftigen Protest der Künstlergruppe Forum Stadtpark aus.
2017 behauptete Georg Friedrich Haas als Festredner zum 50. Steirischen Herbst in Graz, Papesch habe den Literaturpreis wegen seiner NS-Vergangenheit erhalten.

## Nachwirkungen
In den 1950er und 1960er Jahren genoss Papesch in rechtskonservativen Kreisen hohes Ansehen. So verfolgte etwa Felix Oberborbeck, ehemaliger Leiter der von den Nationalsozialisten gegründeten Hochschule für Musikerziehung in Graz-Eggenberg und selbst NSDAP-Mitglied seit 1933, den Lebensweg von Papesch nach 1945 in allen Details (Haft, Haftentlassung, Arbeit in einer Mühle, Arbeit am Bau) und veröffentlichte diese in Rundbriefen (Eggenberger Chronik) an ehemalige Dozenten und Studierende der Grazer NS-Hochschule. In der Eggenberger Chronik Nr. 22 (Januar 1950) beklagte Oberborbeck die Lebensumstände von Papesch als Bauarbeiter: „Ob es denen, die solches verantworten, nicht doch ein wenig unbehaglich in ihrer Haut ist? Derweil lesen Tausende seine köstliche Novelle Vater und Sohn bei Reklam, und sein Heimatstück Der Hammerherr wird gewiss zu den bleibenden Dokumenten steirischer Heimatdichtung gehören.“ Als es nach der Verleihung des Rosegger-Literaturpreises an Papesch zu Protesten kam, sprang Oberborbeck dem Preisträger bei. In einem Brief vom 23. August 1963 an das Forum Stadtpark betonte er die Verdienste und die angebliche konfessionelle Gebundenheit von Papesch. Den Bericht über den Tod von Papesch beschließt Oberborbeck im Dezember 1968 mit: „Wir gedenken seiner in Dankbarkeit.“

## Werke
- Der neue Weg. Herausgegeben vom Verein Südmark Graz. Deutsche Vereinsdruckerei, Graz 1919, ÖNB.
- — (Hrsg.): Deutsche Volksbühne. Eine Sammlung alter und neuer Spiele für Stadt- und Landbühnen. Verlag der Alpenland-Buchhandlung Südmark, Graz 1923–1942, ÖNB, OBV, ZDB-ID 2226170-9.
- — (Hrsg.): Alpenländische Monatshefte für das deutsche Haus. Alpenland-Buchhandlung Südmark, Graz 1924–1935, ZDB-ID 535911-9.
- Mord an Hella Karehn. Begebenheit aus der Zeit. Volksbühnen-Verlag, Berlin 1929, OBV.
- Schülervorträge. Von Georg A. Lukas. Neue Hilfsmittel für den Unterricht in der Deutschkunde. In: Jahresbericht. K.K. Staats-Oberrealschule in Graz. Band 57.1928/29. Graz 1929, ÖNB.
- Lesekultur der Jugend und Schule. In: Jahresbericht. I. Bundes-Realschule. Band 58.1929/30. Graz 1930, ÖNB.
- Buchbriefe. Ein Überblick über die Arbeit deutscher Verleger. Steirische Verlagsanstalt, Graz 1940, OBV.
- — (Hrsg.), Ernst Bierbrauer (Mitarb.): Ostalpenraum und das Reich. 2., erweiterte Auflage. Das Joanneum, Band 1. Steirische Verlagsanstalt, Graz 1940, ZDB-ID 570708-0.
- — (Hrsg.), Ernst Bierbrauer (Mitarb.): Kunst und Volkstum. Das Joanneum, Band 2. Steirische Verlagsanstalt, Graz 1940, ZDB 570708-0.
- — (Hrsg.), Ernst Bierbrauer (Mitarb.): Musik im Ostalpenraum. Das Joanneum, Band 3. Steirische Verlagsanstalt, Graz 1940, ZDB 570708-0.
- — (Hrsg.): Verwaltung, Wirtschaft und Technik. Das Joanneum, Band 4. Steirische Verlagsanstalt, Graz 1941, ZDB 570708-0.
- — (Hrsg.): Natur, Forschung, Nutzung. Das Joanneum, Band 5. Steirische Verlagsanstalt, Graz 1941, ZDB 570708-0.
- — (Hrsg.): Kunst und Geschichte. Das Joanneum, Band 6. Steirische Verlagsanstalt, Graz 1943, ZDB 570708-0.
- — (Hrsg.): Kulturpflege in Steiermark. Das Joanneum, Band 7. Steirische Verlagsanstalt, Graz 1944, ZDB 570708-0.
- Steirische Dichtung der neueren Zeit. In: Berthold Sutter: Die Steiermark. Land, Leute, Leistung. Styria, Graz 1971, OBV.